# Charles Whiting
Charles Whiting (ur. 18 grudnia 1926 w Yorku, zm. 24 lipca 2007) – brytyjski pisarz, historyk i germanista, autor ponad 350 książek, w tym pisanych pod pseudonimami Leo Kessler, Duncan Harding, John Kerrigan i Klaus Konrad.
Był wychowankiem prestiżowej Nunthorpe Grammar School. W 1942 roku ochotniczo zaciągnął się do armii, ukrywając, że ma jedynie 16 lat. Walczył w 52. Pułku Zwiadowczym i już w wieku 18 lat został sierżantem. W czasie służby we Francji, Holandii, Belgii i Niemczech często był świadkiem spięć między brytyjskimi i amerykańskimi dowódcami, o czym później wielokrotnie pisał w swoich książkach. 
Po wojnie został w Niemczech, gdzie ukończył korespondencyjnie szkołę średnią i uczył angielskiego. Następnie wrócił do Anglii, by studiować historię i germanistykę na Uniwersytecie w Leeds. W czasie studiów dorabiał, pracując jako tłumacz dla jednej z niemieckich fabryk, a także pisząc dla magazynu "Time", "International Review of Linguistics", magazynu "Soldier" i "Playboya". 
Na trzecim roku studiów wydał swoją pierwszą książkę, The Frat Wagon (1954). W ciągu następnych czterech lat napisał trzy thrillery wojenne: Lest I Fall (1956), Journey to No End (1957) i The Mighty Fallen (1958). Za Lest I Fall Whiting dostał nagrodę the George Dowty Prize na Cheltenham Literature Festival w 1956 roku, co pozwoliło mu pojechać na studia do USA. Tam podpisał kontrakt z Uniwersytetem Marylandu, dla którego zaczął prowadzić studia dyplomowe dla amerykańskich żołnierzy stacjonujących w Europie. Uczył historii wojskowej i strategii wojskowej w Hiszpanii, Francji, Niemczech, Turcji i Włoszech. W czasie tej pracy poznał swoją pierwszą żonę, Irmę. Na początku lat 70. Whiting przestał uczyć, osiadł z żoną w Belgii i w pełni poświęcił się pisaniu. 
Ponieważ powieści wojenne Whitinga sprzedawały się w wielkich nakładach, a on potrafił napisać kolejną w ciągu miesiąca, wydawcy namówili go, by pisał pod innymi nazwiskami. Najpopularniejszy z pseudonimów Charlesa Whitinga to Leo Kessler (propozycja wydawcy Anthony’ego Cheethama). Autor używał go od 1974. Najbardziej znaną serią książek wydawaną pod tym nazwiskiem są przygody Batalionu Szturmowego SS Wotan. Pisząc jako Kessler, Whiting przedstawiał II wojnę światową z punktu widzenia Niemców, szczególnie niższych rangą żołnierzy. 
Sam określał swoje książki przygodowe jako „Pif-paf, krew i strach” (Bang-bang, thrills-and-spills), dzięki temu jednak, że świetnie się sprzedawały, mógł pozwolić sobie na pisanie mniej dochodowych, ale ważniejszych dla niego książek należących do literatury faktu. Najbardziej znane z nich to York Blitz (wydane również jako Fire Over York) o zbombardowaniu Yorku przez Niemców w kwietniu 1942 oraz kontrowersyjna książka o tym, jak Ernest Hemingway przeżył II wojnę światową – „Hemingway idzie na wojnę”. Whiting najbardziej dumny był z książki napisanej z innym byłym żołnierzem, Erikiem Taylorem, „Fighting Tykes” – nieoficjalnej historii pułków z Yorkshire walczących w II wojnie światowej. 
W sumie, między rokiem 1960 a 2007, Charles Whiting napisał ponad 350 książek, w tym 70 książek, które zaliczyć można do literatury faktu. 
Whiting zmarł 24 lipca 2007 roku, pozostawiając swojego syna, Juliana, z małżeństwa z Irmą (zmarłą w 2001 roku) oraz drugą, poślubioną w 2005 roku, żonę, Gill Tidmus.